# Franz Ventura
 (juin 2020).
 (avril 2021).
Pour les articles homonymes, voir Ventura.
Franz Ventura (né José Francisco Ventura Adario Rios Batista Pinto à Belo Horizonte le 29 octobre 1991) est un pianiste, compositeur, musicien et influenceur numérique brésilien, connu pour produire du contenu sur la plateforme vidéo YouTube. En Avril 2023, il comptait plus de 255 000 abonnés et plus de 28 756 014 de vues.
Il a commencé des cours de piano à l'âge de 14 ans et a décidé de se consacrer à une carrière de pianiste après avoir écouté la Sonate au clair de lune (Sonate pour piano n° 14) de Beethoven par son professeur Mme Vera Bittar (surnommée Veróka). Peu de temps après avoir commencé ses cours de piano, il a démontré son potentiel pour le piano et le 17 novembre 2010, il a créé un compte YouTube en publiant d'abord des œuvres pour piano.

## Biographie

### Enfance et éducation

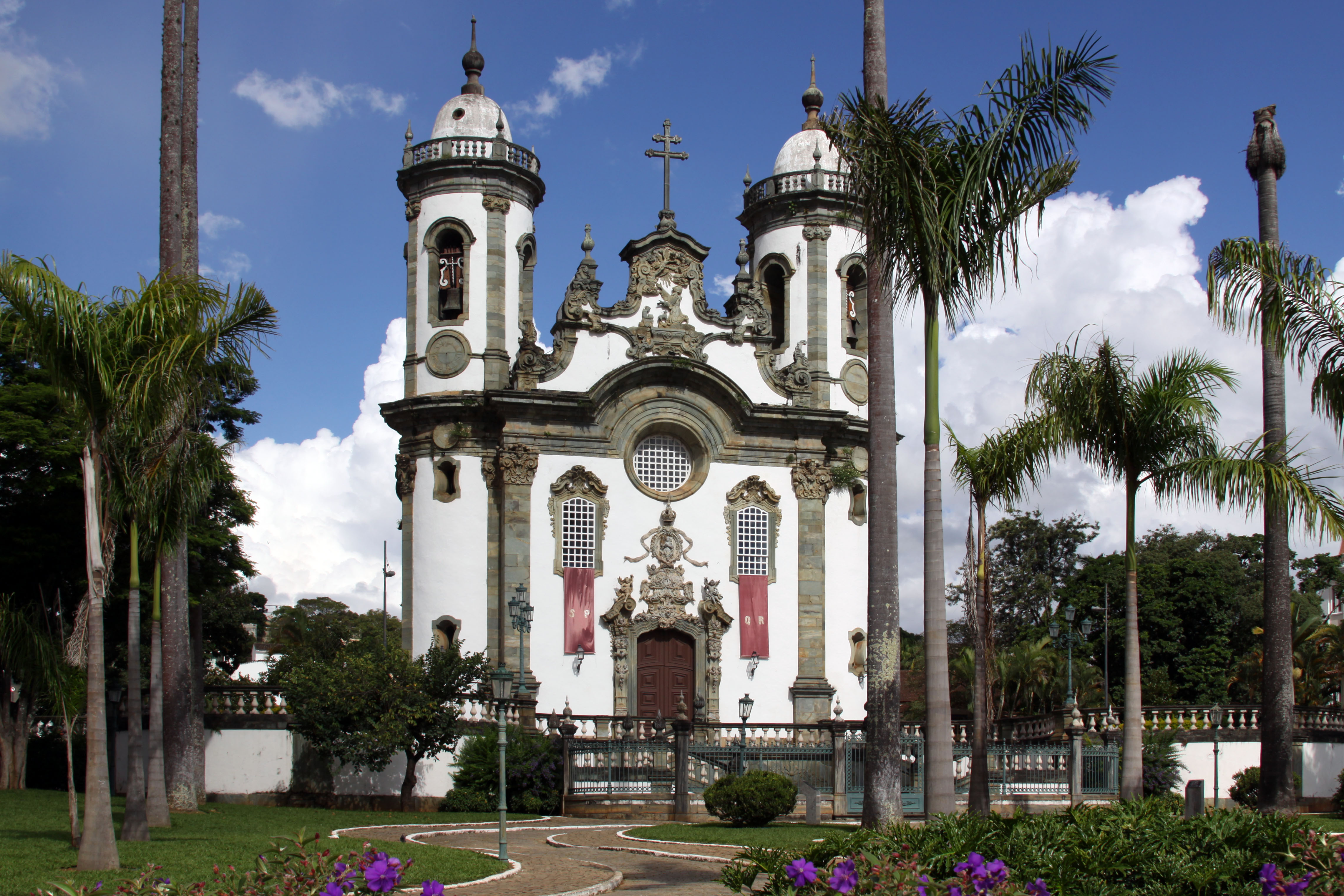
São João Del-Rei, la ville dans laquelle Franz Ventura a grandi.

Franz Ventura est né le 29 octobre 1991 à Belo Horizonte mais en 2005 il a déménagé avec sa famille à São João del-Rei, dans le Minas Gerais, où il a été élevé. Il est le plus jeune fils de Maria Julieta Ventura et il a 2 frères aînés. Lorsqu'il était bébé, le petit Franz a eu une otite, une inflammation de l'oreille moyenne, interne ou externe, généralement infectieuse, qui lui a causé un problème d'audition de 20% dans l'oreille droite et de 70% dans l'oreille gauche. Pendant son enfance, il était un garçon très malicieux et pour cette raison, il a gagné le surnom de « Macaquinho » (petit singe).

### Carrière

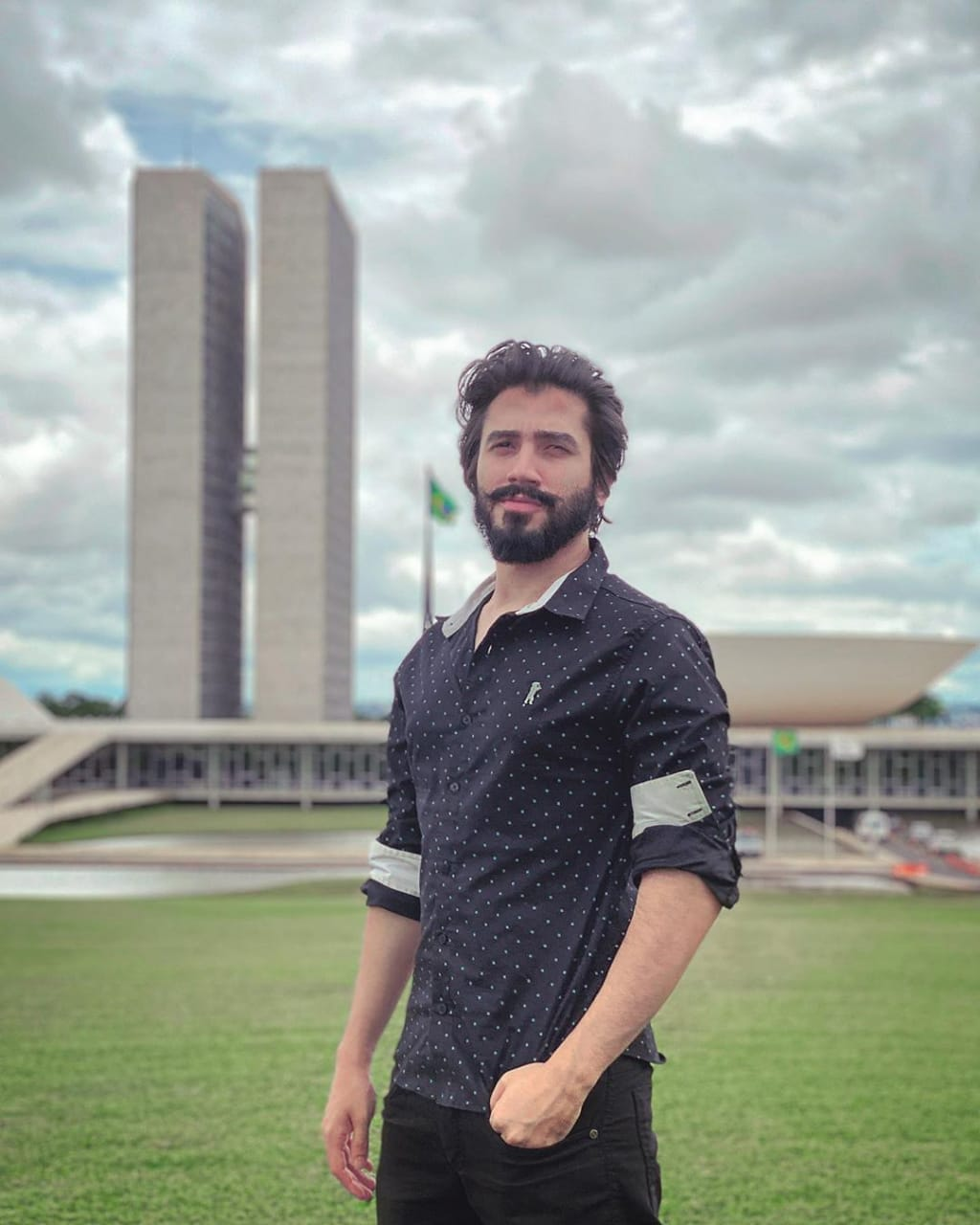
Franz Ventura lors de son voyage à Brasilia en 2020.

En 2008, à l'âge de 16 ans, Franz Ventura a commencé sa carrière professionnelle en débutant le concerto de Beethoven L'Empereur au théâtre municipal de São João Del-Rei. Il a eu une large publicité pour sa présentation et, le jour de l'ouverture, le théâtre était bondé ainsi que il a donné plusieurs interviews pour le journal.

### Vie privée

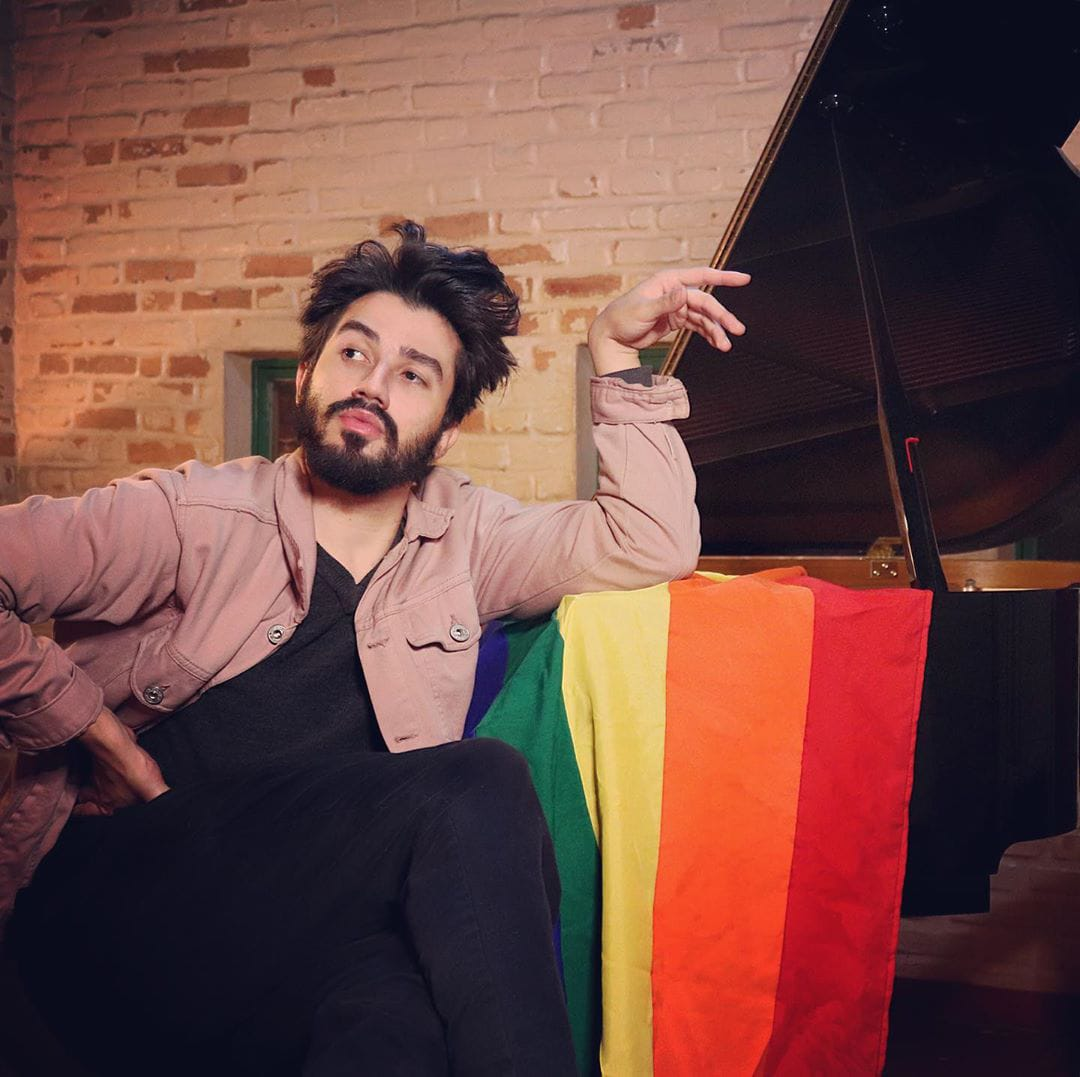
Franz Ventura en 2019.

Franz Ventura s'est avéré être gay et végétalien. Il a eu une relation amoureuse avec Lorelay Fox, une drag queen brésilienne. Franz a également été une drag queen avec son personnage nommé Veronica Winehouse, un hommage à sa chanteuse préférée Amy Winehouse.